# Sanicula maritima
Sanicula maritima är en flockblommig växtart som beskrevs av Albert Kellogg och Sereno Watson. Sanicula maritima ingår i släktet sårläkor, och familjen flockblommiga växter. Inga underarter finns listade i Catalogue of Life.